# Pieczerskie osiedle wiejskie
Pieczerskie osiedle wiejskie (ros. Печерское сельское поселение) – rosyjska jednostka administracyjna (osiedle wiejskie) wchodząca w skład rejonu smoleńskiego w оbwodzie smoleńskim.
Centrum administracyjnym osiedla wiejskiego jest wieś (ros. село, trb. sieło) Pieczersk.

## Geografia
Powierzchnia osiedla wiejskiego wynosi 2,49 km².

## Historia
Osiedle powstało na mocy uchwały obwodu smoleńskiego z 28 grudnia 2004 r. (z późniejszymi zmianami w uchwale z dnia 29 kwietnia 2006 roku).

## Demografia
W 2017 roku osiedle wiejskie zamieszkiwało 6013 mieszkańców.

## Miejscowości
W skład jednostki administracyjnej wchodzą 4 miejscowości: wieś w typie siеła (Pieczersk), osiedle (Awtozaprawocznoj Stancyi) i 2 wsie w typie dieriewni (ros. деревня) (Pieczersk, Riasino).